# Ольховский, Андрей Васильевич
Андрей Васильевич Ольховский  (псевдоним - Евгений Оленский, 28 августа 1899 года, с. Гуты, Харьковская область Украины — 15 февраля 1969  года, Вашингтон) — композитор, музыковед, профессор Киевской консерватории.

## Биография
Андрей Васильевич Ольховский родился 28 августа 1899 года в с. Гуты Харьковской области Украины. В 1926 году окончил Харьковскую консерваторию (ныне Харьковский национальный университет искусств имени И. П. Котляревского) по классу композиции Семён Семёнович Богатырева, в 1929 году — аспирантуру Ленинградского института истории искусств (ныне Государственный институт истории искусств) (научный руководитель Луначарский). Кандидат искусствоведения (1929).
В 1929—1934 годах работал редактором журнала «Музыка», одновременно — преподаватель, доцент, профессор Харьковской консерватории (1929—1934), профессор (1935). С 1935 по 1941 год заведовал кафедрой в Киевской консерватории, где был, в частности, научным руководителем Лии Хинчин и Вадима Стеценко. В 1942—1943 гг. директор музыкальной балетной школы (1942—1943), затем возглавлял музыкальную школу в лагерях Германии (1945—1947). С 1947 по 1949 год работал в Мюнхене, в 1949 году перебрался в США.
Андрей Васильевич Ольховский скончался 15 февраля 1969 года в Вашингтоне (США).

## Память
В Киеве на доме 16 по ул. Софийской, где в 1934-1943 годах жил композитор, музыковед Андрей Васильевич Ольховский в 2000 году установлена бронзовая мемориальная доска (скульптор В. П. Луцак).

## Труды

#### Литературоведение
- Очерк истории украинской музыки ( 1939)

#### Музыка
- Оратория "Сад Гестсиманський" (1956);
- Четыре симфонии: № 1 (1940), № 2 - по мотивам 1.Франка (1948-1949), № 3 (с хором) — "Miserere Domine" (1952-1954), № 4 (1953-1954);
- Симфониетта (1957),
- Симфониетта фа-диез (1960-62);
- Симфония соль-диез;
- Симфония-триптих (1964);
- Цикл песен на слова Леси Украинки;
- Музыка к поэме "Оргия" Леси Украинки (1947).